# Rijksmuseum

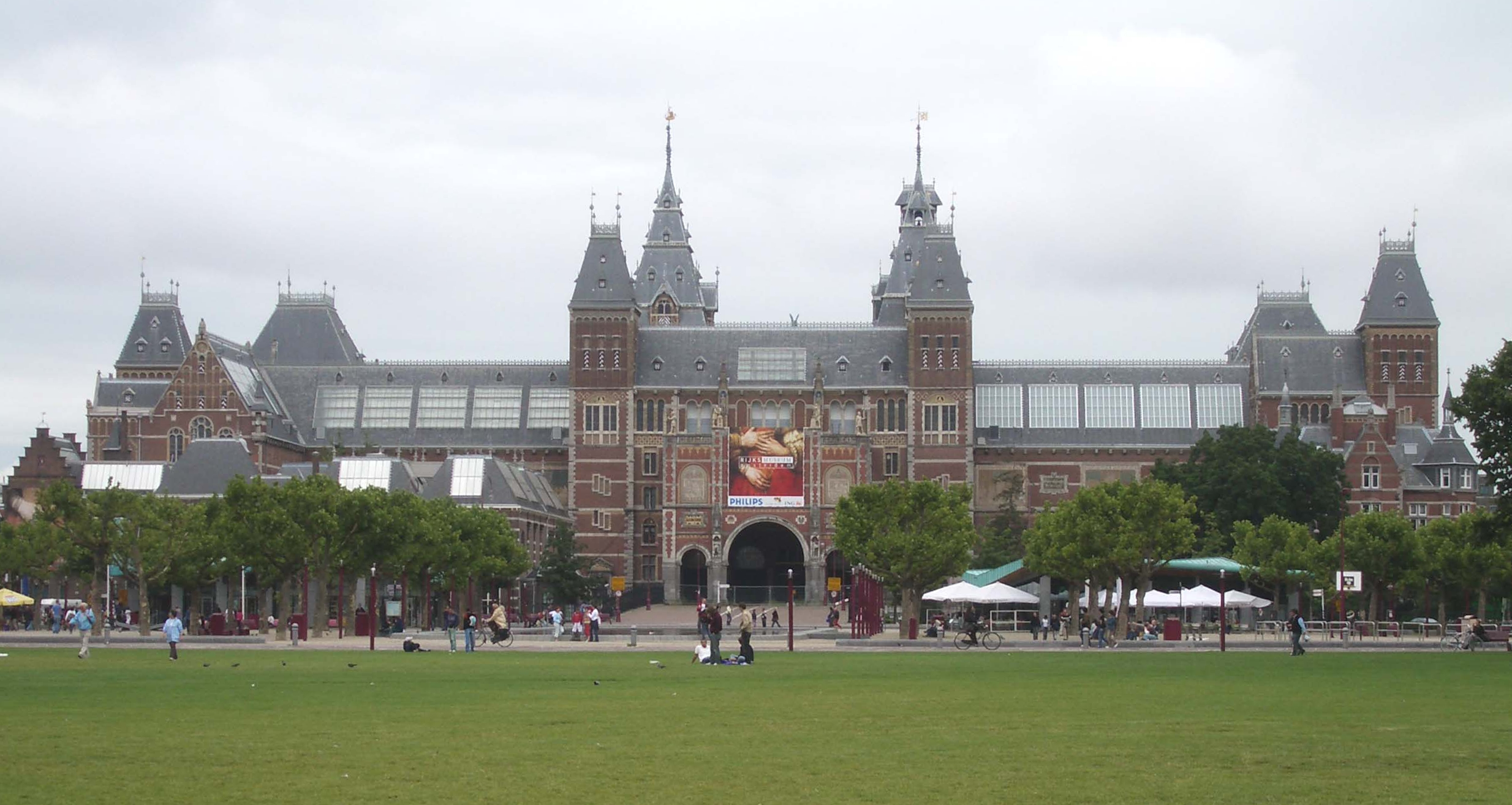
Rijksmuseum

Rijksmuseum [rɛiks-mjuˈziːəm] (în traducere: Muzeul Regal) este un muzeu național din Țările de Jos, aflat în Amsterdam, pe Museumplein.  Rijksmuzeum este dedicat artelor, tehnicii și istoriei.  Are în posesie o mare colecție de picturi din secolul de aur olandez precum și o bogată colecție de artă asiatică.
Rijksmuseum Research Library (Biblioteca de Cercetare Rijksmuseum) aparține și ea de Rijksmuseum, fiind cea mai mare bibliotecă publică de cercetare a istoriei artei din Țările de Jos.
Muzeul a fost fondat în 1800, la Haga, pentru a expune colecțiile conducătorilor locali (stadhouder).  A fost inspirat după model francez.  La acea vreme era cunoscut sub denumirea de Galeria Națională de Artă (în neerlandeză Nationale Kunst-Gallerij).  În 1808 muzeul a fost mutat la Amsterdam din ordinul regelui Louis Napoléon, fratele lui Napoleon Bonaparte.  Picturile aflate în proprietatea orașului, cum ar fi Rondul de noapte (în neerlandeză De Nachtwacht) de Rembrandt, au devenit parte a colecției muzeului.
În 1885 muzeul s-a mutat în actuala locație, construită de arhitectul olandez Pierre Cuypers.  El a îmbinat elemente de stil gotic și renascentist.  Muzeul are o poziție proeminentă pe Museumplein și se învecinează cu Muzeul Van Gogh și Muzeul Stedelijk.  Clădirea sa este bogat decorată cu motive ce fac referiri la istoria artei Țărilor de Jos.  Pictura Rondul de noapte de Rembrandt are sala sa încă din 1906.  Din 2003 muzeul a intrat în restaurație, dar capodoperele sunt în continuare oferite privirilor publicului.
Colecția de picturi include lucrări de artiști precum: Jacob van Ruysdael, Frans Hals, Jan Vermeer van Delft, Rembrandt van Rijn și ale copiilor lui Rembrandt.

## Câteva dintre picturi

### Rembrandt van Rijn
- Rondul de noapte
- The Syndics of the Clothmaker's Guild
- The Jewish Bride
- Lecția de anatomie a lui Johan Deyman
- Peter Denying Christ
- Saskia with a Veil
- Portretul lui Titus în straie călugăreşti
- Autoportret ca Apostolul Paul
- Tobias, Anna and the Goat

### Jan Vermeer van Delft
- The Milkmaid
- Scrisoarea de dragoste
- Femeie în albastru citind o scrisoare
- The Little Street

### Frans Hals
- Portrait of a Young Couple
- Ofițerii companiei căpitanului Reynier Reael
- The Jolly Drinker
- Portretul lui Lucas De Clercq
- Portrait of Nicolaes Hasselaer
- Portrait of a Man

### Galerie de lucrări celebre

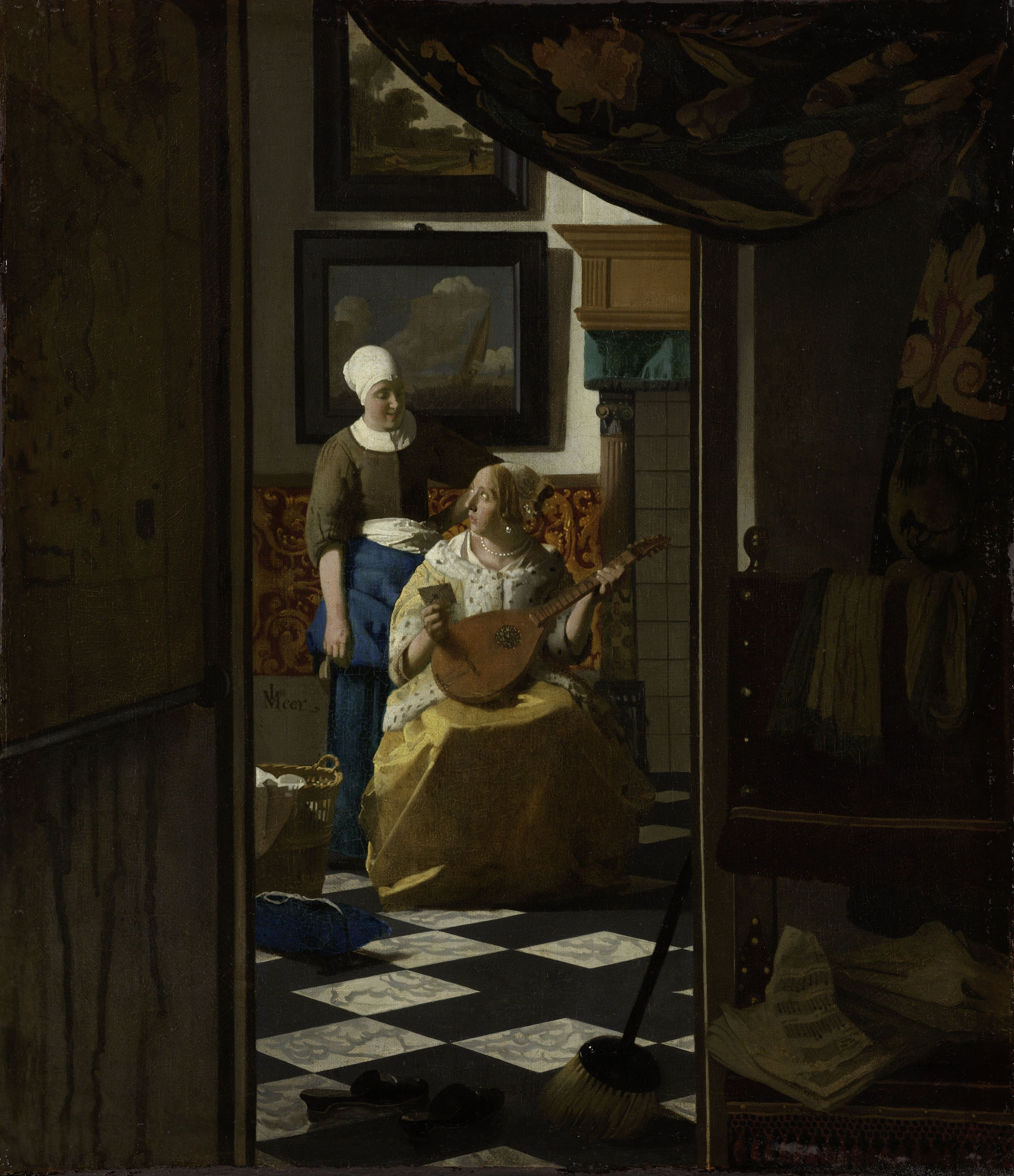
Jan Vermeer van Delft Scrisoarea de dragoste (1670)
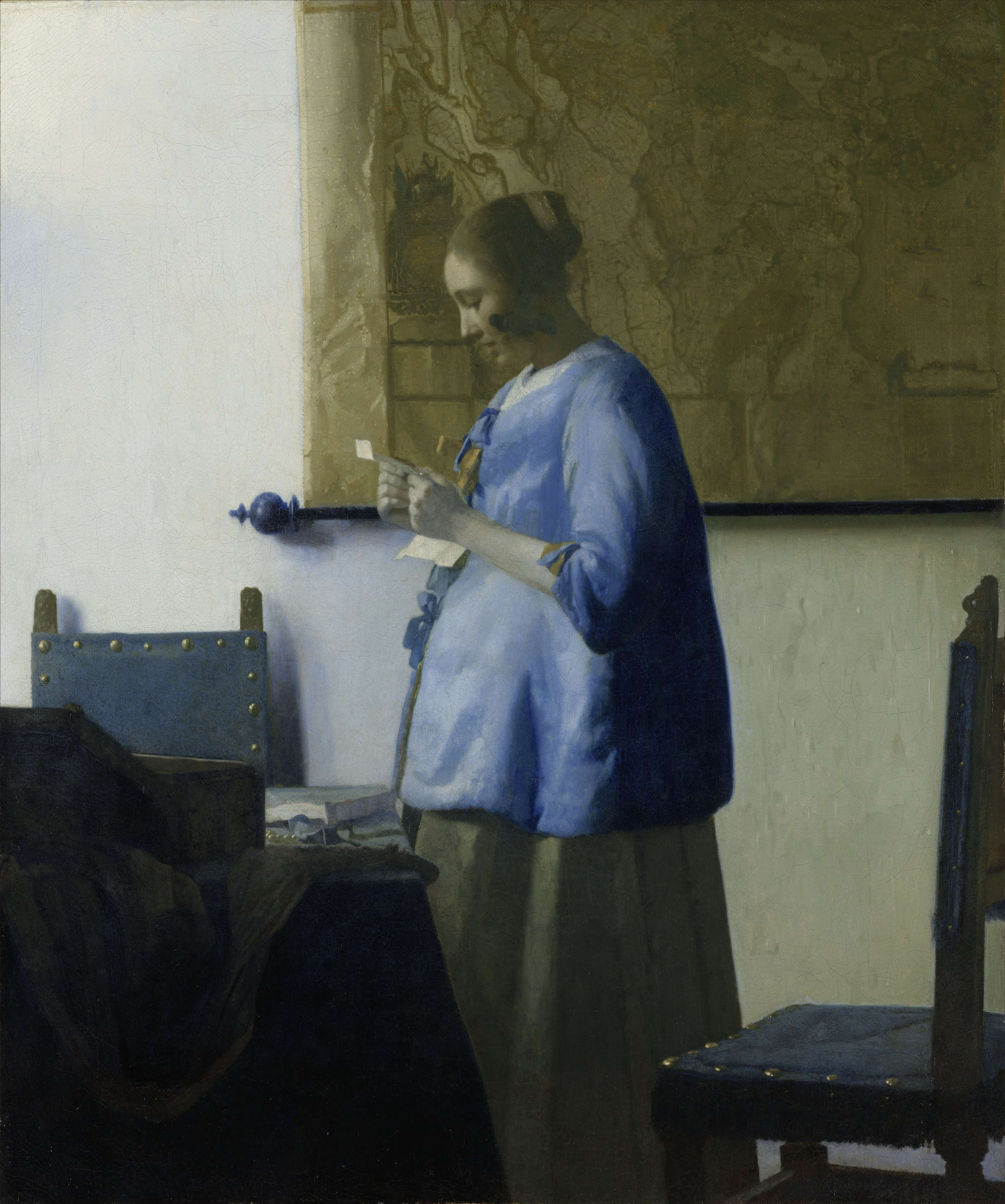
Jan Vermeer van Delft Femeie în albastru citind o scrisoare (după 1664)
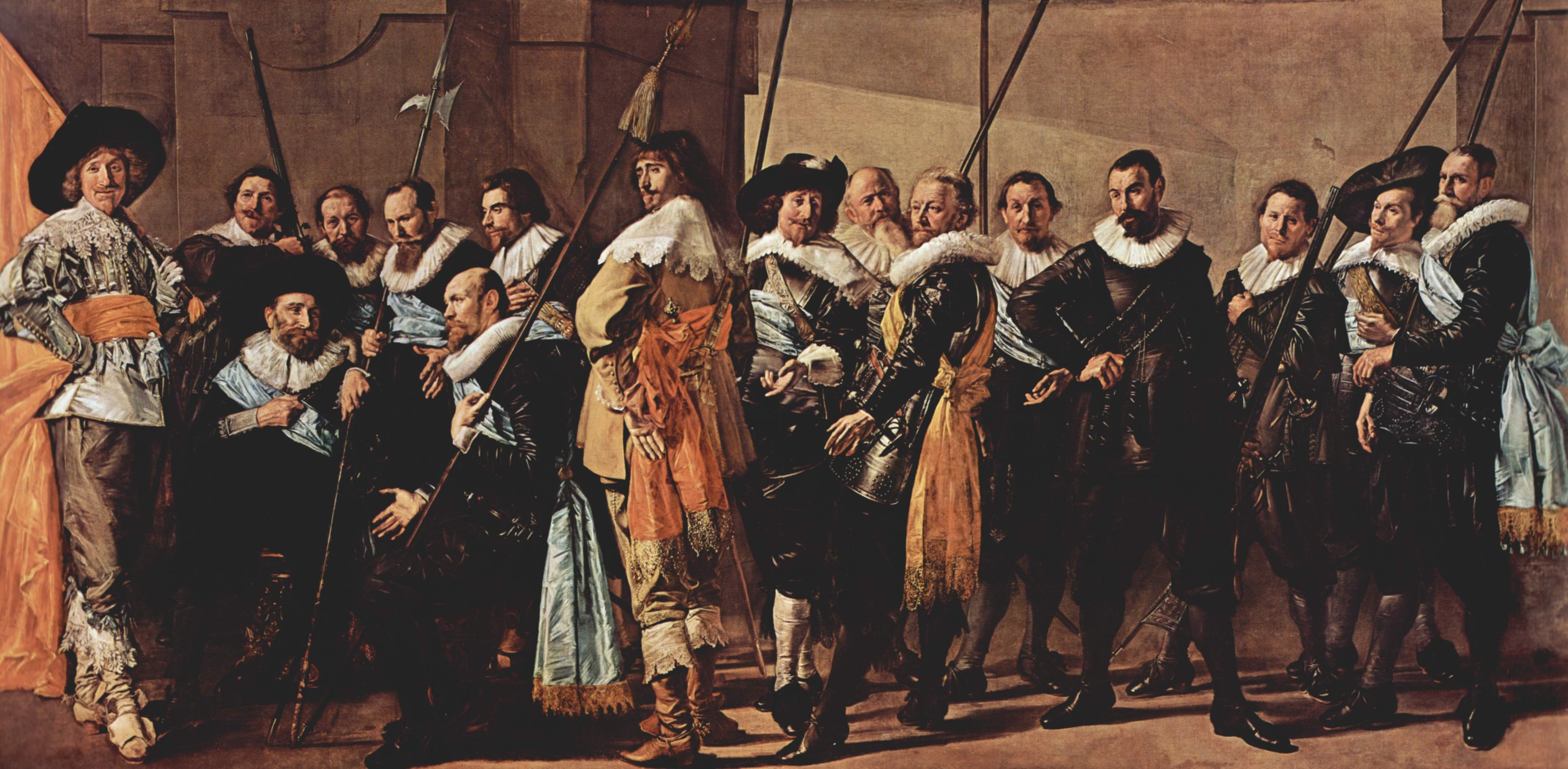
Frans Hals Ofițerii companiei căpitanului Reynier Reael (1663–1667)
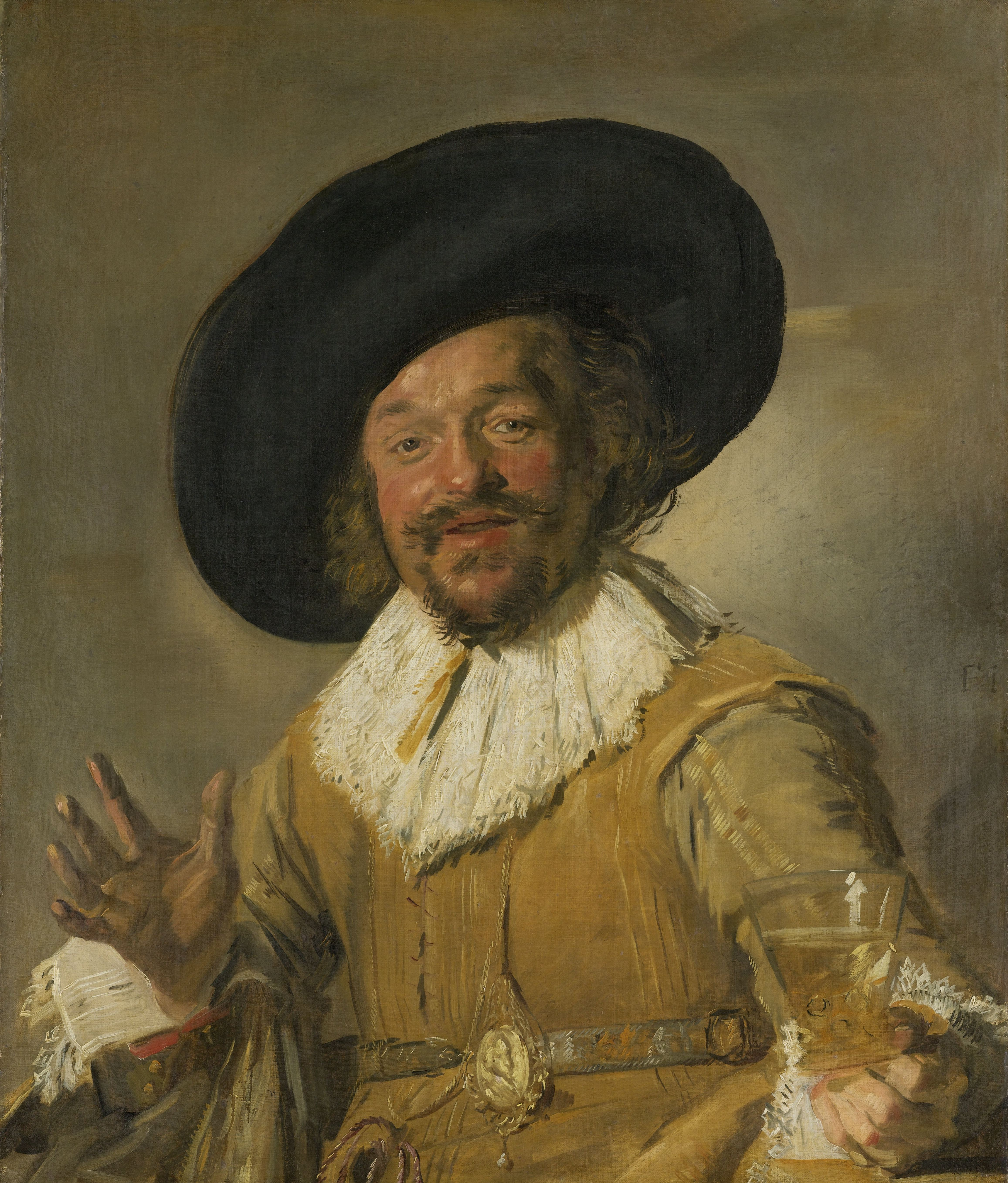
Frans Hals Petrecărețul (1627–1628)
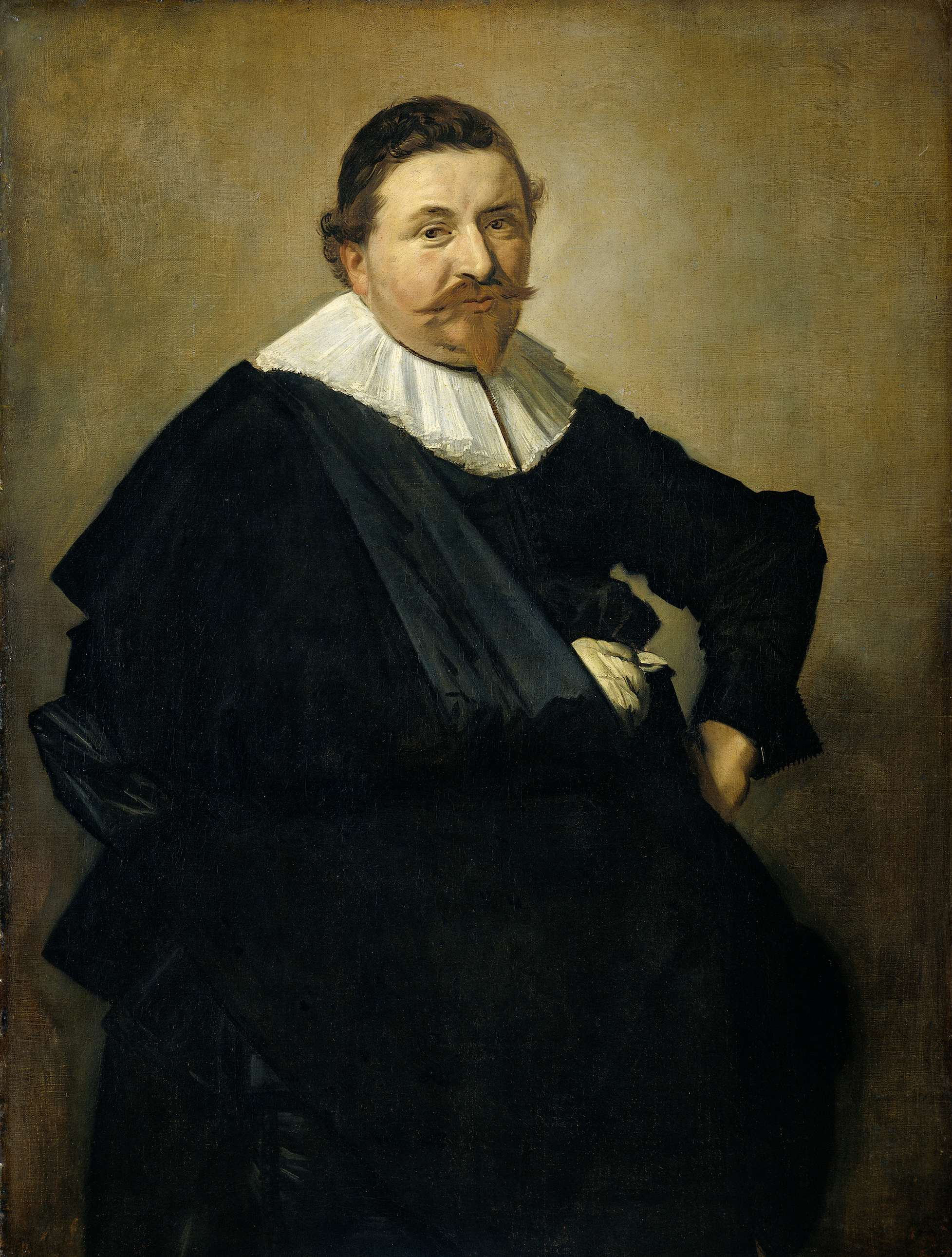
Frans Hals Portretul lui Lucas De Clercq (1627)
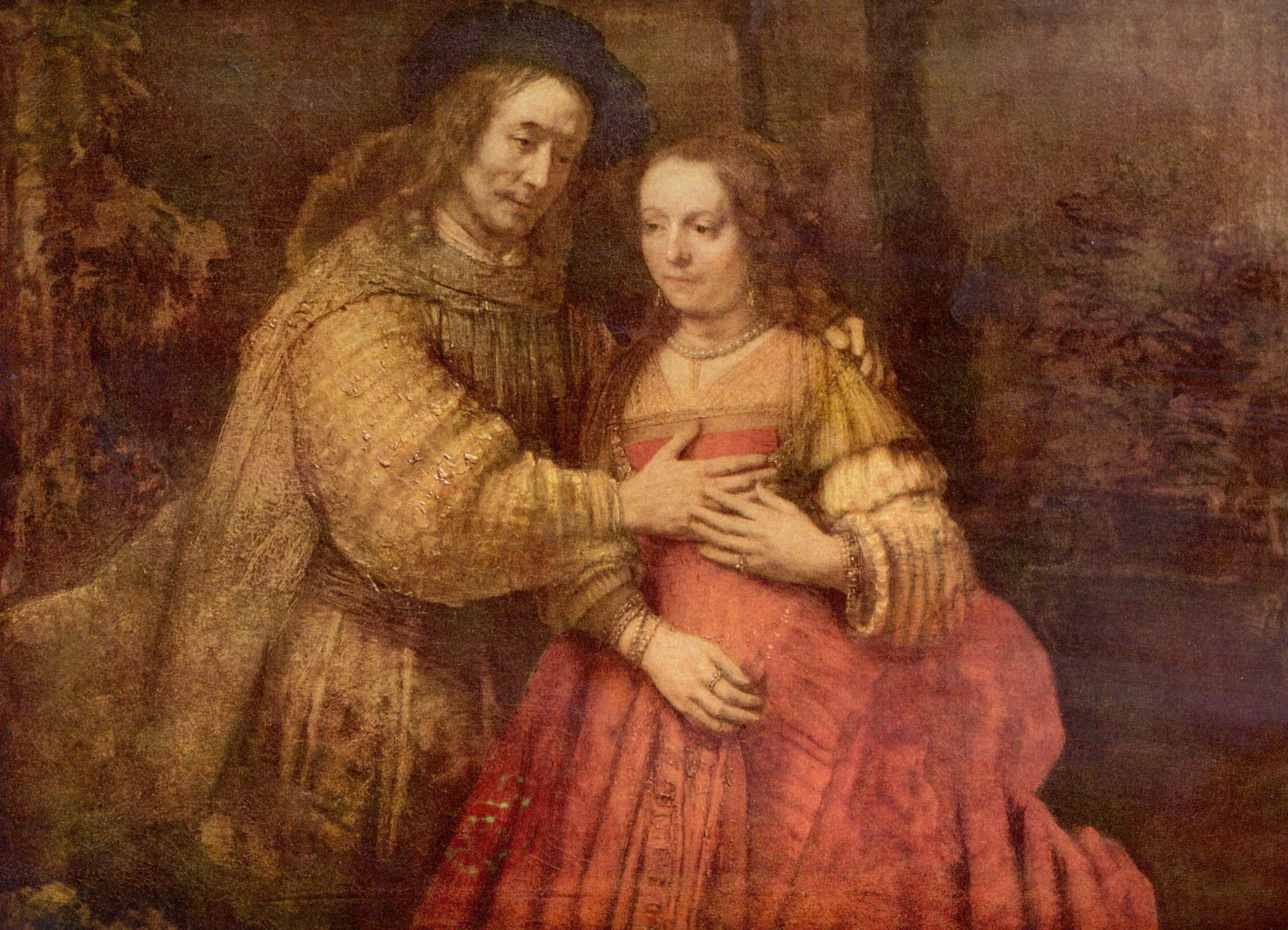
Rembrandt van Rijn nl  Het joodse bruidje sau de  Die Judenbraut (Das Brautpaar) (1667)
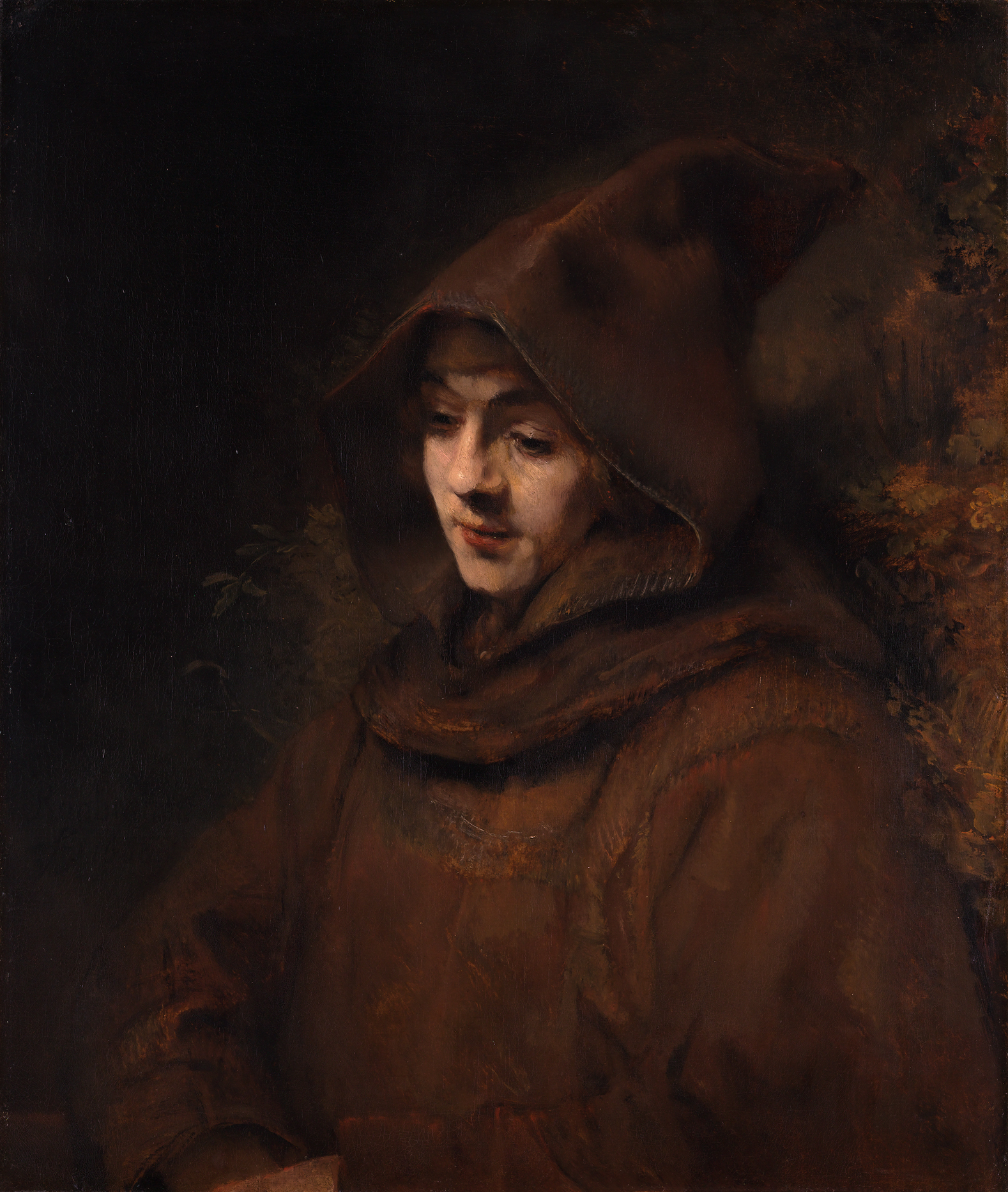
Rembrandt van Rijn Portretul lui Titus în straie călugărești (1660)
Rembrandt van Rijn Rondul de noapte (1642)
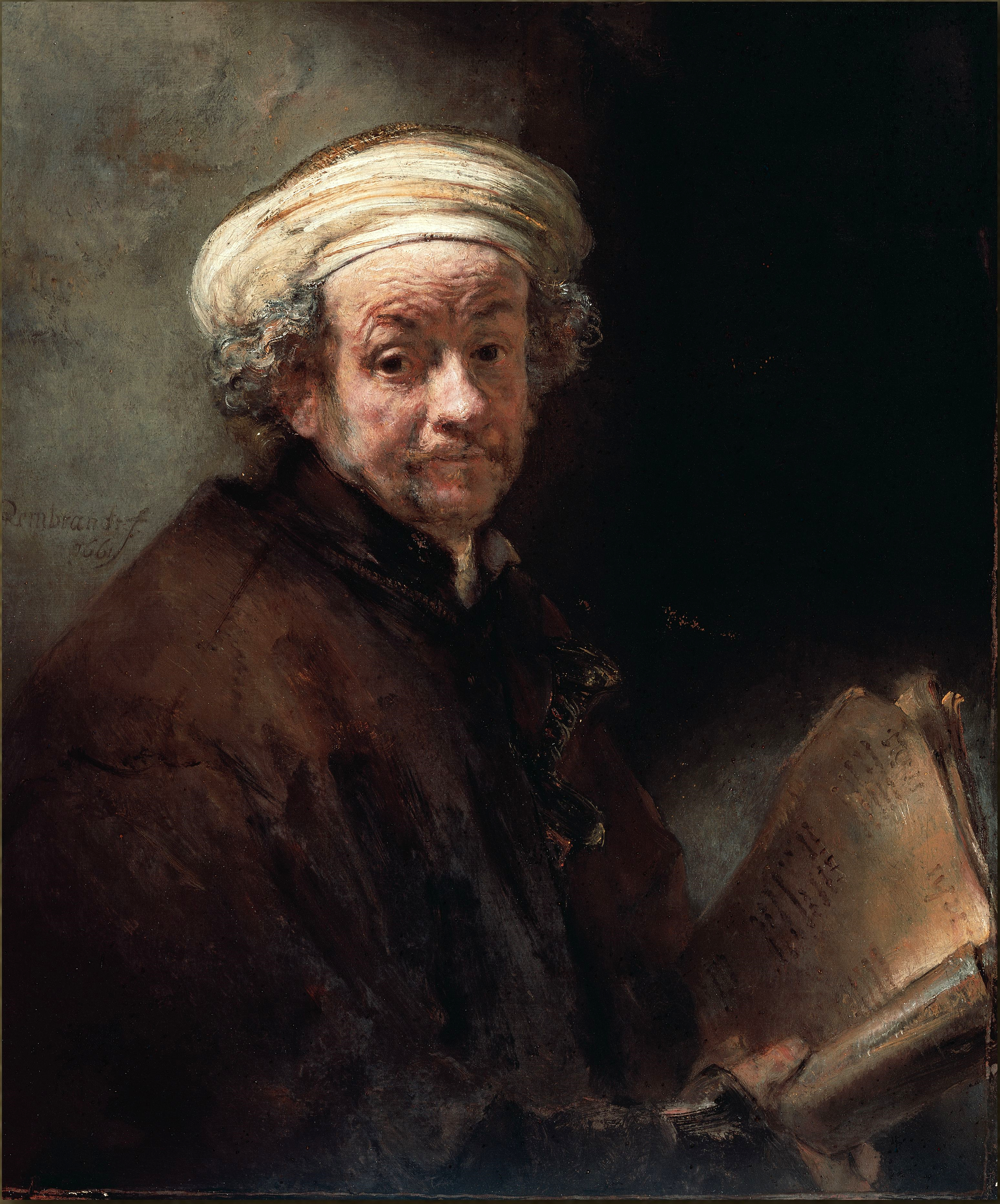
Rembrandt van Rijn Autoportret ca Apostolul Paul (1661)